# Mancomunidad de la Gran Tierra de los Lípez
La Mancomunidad de la Gran Tierra de los Lípez agrupa a 8 municipios en el suroeste de Bolivia, ubicados en el departamento de Potosí.
En el territorio que la integra se encuentran varios atractivos turísticos, entre los que se destacan: el Salar de Uyuni, Laguna Colorada, Laguna Verde, Laguna Blanca y el área de géiseres Sol de Mañana. Fue fundada el 7 de diciembre de 2003.

## Fuerza aglutinante
La mancomunidad cubre prácticamente todo el territorio ocupado por la etnia Lípez en Bolivia. Según la historia los Llipi, Lipi o Lípez, fue una etnia que tenía una identidad cultural y dialecto propio. Su territorio comprendía el salar de Uyuni, Río Grande de Lípez y parte de la Cordillera Occidental. Este grupo aparece aproximadamente en los años 1200 a .c. y se mantiene hasta 1463 aproximadamente.

## Historia
La Mancomunidad Municipal “Gran Tierra de los Lípez” es una asociación civil sin fines de lucro, de carácter municipalista, constituida el 7 de diciembre de 2003 años, está integrada por 8 municipios, agrupados en cuatro provincias que conformaban el antiguo señorío de los Lípez, otorgándoles un rol protagónico como generador de políticas de desarrollo que articule el desarrollo productivo económico y humano, hoy se constituye como un ejemplo de fuerza productiva de la región.
El propósito de conformar la Mancomunidad obedece a generar procesos de concertación para encarar planes, programas y proyectos de desarrollo de carácter territorial concurrentes.
Asimismo, con el afán de desarrollar sus potencialidades y capacidades tanto de sus recursos naturales como institucionales se ha decidido en la gestión 2004 elaborar el primer Plan Estratégico de Desarrollo Económico Local 2005 – 2015, donde se priorizan cuatro ejes temáticos que orientan el desarrollo de la región de los Lípez: Quinua Real, Camélidos, Turismo Comunitario y Minería Sostenible. 
La Mancomunidad Municipal “Gran Tierra de los Lípez”, ha iniciado un proceso de institucionalización jerárquica orientada a posesionar a la Mancomunidad como una instancia concertadora de acciones conjuntas entre actores públicos-privados-comunitarios-cooperación.
El presidente de la Mancomunidad es un Alcalde, elegido entre uno de los ocho representantes de los municipios y el Gerente General, es un profesional conocedor de la región y de las políticas públicas de desarrollo, el cual es elegido por el Directorio de la mancomunidad, después de un proceso de selección, en algún caso existió un interinato.   

## Recursos naturales

### Flora
La vegetación de la región de la mancomunidad se encuentra formando asociaciones vegetales de composición florística y de estructura variada. Las características que determinan estas asociaciones son el clima, el suelo, el relieve, el régimen hídrico y las intervenciones que realiza el hombre durante el aprovechamiento de los recursos naturales, producto también de zonas macro climáticas y pisos altitudinales, variaciones que se distinguen en las provincias fisiográficas de Cordillera Occidental y Altiplano.
Se aprecian variedad de cactus (Trichocereus spp. ), yareta (Azorella spp.), keñua (Polyllepis tomentella), pupusa (Wemeria dactillophylla), paja brava (Festuca orthophylla);  también la existencia de especies al sur de la mancomunidad (cabecera de valle) como el churqui (Prosopis ferox), chachacoma (Senecio graveolens)
En la región de la mancomunidad se encuentran diversidad de especies forestales tanto introducidas como nativas, diferenciándose en su conformación por su población y el paisaje en el que se encuentran.
Las especies que se mencionan son importantes como recursos energéticos de combustión,  para la cocción en la preparación de alimentos, además de mantener el equilibrio de ecosistemas locales. 
La thola (Kiru thola) es un excelente indicador para el cultivo de la quinua, en suelos con predominancia de esta especie se tiene bajas posibilidades de la incidencia de las heladas, 
Sin embargo, la reducción de especies principalmente leñosas en la zona, viene ocasionando el despoblamiento de la cobertura vegetal de los suelos, dejando simplemente suelos descubiertos propensos a la erosión tanto hídrica como eólica.
La tala indiscriminada de especies como la thola, la yareta, provocada por empresas de explotación minera (azufre, bórax) en su procesamiento (secado) reduce las especies nativas.
Otro factor de reducción es debido a la ampliación de la frontera agrícola que realizan las familias productoras, por dicha actividad vienen ocasionando la reducción de muchas de estas especies. 

### Fauna
Los animales que habitan en el territorio de la mancomunidad se han adaptado completamente a las condiciones ambientales imperantes en la zona, la diversidad y el número de especies es importante.
Entre la fauna existente, por su atractivo destaca la vicuña, el suri y las pariguanas o flamencos andinos, gato montes, especies declaradas en peligro de extinción, entre los carnívoros depredadores se destacan en la región el zorro, puma. Con respecto a la familia de los roedores son abundantes destacando la vizcacha, el topo y la rata. También se encuentran armadillos como el quirquincho en proceso de extinción y finalmente los infaltables carroñeros como son el cóndor y el zopilote.
Se hallan también en la zona especies dañinas y perjudiciales para la agricultura como liebre, tojo y ratones así como especies de aves entre ellos pájaros y palomas. Los que afectan a la ganadería son el zorro, el puma andino.
La vicuña de la subespecie  (Vicugna vicugna), tiene una población de 19.920 cabezas diseminadas en tres provincias de la mancomunidad, Sud Lípez (92%), Nor Lípez   (7.4%) y Daniel Campos (0.3%).
Esta especie que se desarrolla en los Lípez, es amparada por la legislación boliviana en vigencia,  se encuentra en el apéndice 2 según la Convención Internacional de Comercio de Especies en Peligro de Extinción de fauna y flora silvestre (CITES) y el Ministerio de Desarrollo Sostenible mediante su Dirección General de la Biodiversidad (DGB).
El hecho de estar en al apéndice 2 significa que las vicuñas en el área de la mancomunidad de los Lípez, ya no está en peligro de extinción, por lo tanto la captura para la esquila de la vicuña esta en pleno proceso de desarrollo, que en coordinación con la DGB, se iniciará el proceso de comercialización, una vez incorporados al apéndice 3.
Según el DS 24529 del 21 de marzo del 97, norma como se debe aprovechar la vicuña, el propietario de la vicuña es el Estado Boliviano y se otorga a las comunidades el derecho de custodia y el aprovechamiento de la fibra. Este hecho ha provocado expectativa en las comunidades, como resultado de D.S. 24529 a la fecha se ha practicado tres intentos de captura y esquila con resultados satisfactorios, ya que se va adquiriendo experiencia y formas de captura y esquila ver el siguiente cuadro.
Del 100 % de animales capturados a nivel nacional, a los Lípez corresponde el 2.5 %, lográndose almacenar 17.618 kg de fibra bruta con un promedio de 259 g /Vicuña. Con relación al número de vicuñas existente en los Lípez, se tiene el 0.38 % de animales capturados simplemente.
El flamenco andino, originario de la laguna colorada se constituye en un atractivo turístico de la Laguna Colorada y adyacentes, actualmente protegidas por la  Reserva nacional de fauna andina Eduardo Abaroa (REA). 
El cóndor encuentra en esta zona de los Lípez su hábitat, donde se pueden encontrar parvadas de esta especie entre 200 a 300 cóndores principalmente en la comunidad de Ciénega (Municipio Mojinete), asimismo el santuario de cóndores en la comunidad de San Agustín (Proyecto C3/2004), Esta aves también son parte del atractivo turístico de esta gran tierra.
En la Reserva nacional de fauna andina Eduardo Abaroa se ha logrado en la gestión 2003, colocar al gato andino un collar con dispositivo satelital, lo cual ha merecido un reconocimiento por instancias referidas a la biodiversidad a nivel internacional, esto permitirá hacer seguimiento del comportamiento y ubicación de esta especie silvestre.
Según los agricultores, la liebre (Lepus lepus) es considera un problema en la producción de quinua en su fase inicial, por cuanto este roedor se alimenta de la semillas que empieza a germinar, así como de las pequeñas plantas en brote, causando de esta manera pérdidas en la producción. Otras especies que también causan daños a la producción son la perdiz y el tojo.
Con respecto a la pecuaria, el puma (conocido como león para los comunarios) y el zorro se constituyen en amenaza para el ganado en los Lípez, situación que ha generado que los criadores de diferentes especies apliquen un sistema semiestabulado principalmente por las noches. 

### Recursos minerales
El área que comprende la mancomunidad Gran Tierra de los Lípez contiene yacimientos de minerales metálicos y no metálicos. Estos yacimientos de minerales metálicos en la zona de la Cordillera Occidental están ligados a estructuras tecto-volcánicas con posible potencial de polimetálicos y donde algunos conos volcánicos contienen azufre nativo. En la zona Altiplánica junto a pequeñas dimensiones de depósitos de cobre en roca sedimentaria, se destaca los depósitos de vetas polimetálicas de plata y plomo (San Cristóbal)
Toda la zona de la mancomunidad es rica también en yacimientos minerales no metálicos, donde predominan los de salmueras, cloruro de sodio, boratos, yeso, carbonato de sodio, sulfato de sodio y los depósitos de litio y boro, cuyas fuentes de estos recursos minerales son los salares (Tunupa, Chiguana, Laguáni, Ollagüe, Chalviri y las desembocaduras del Río Grande.
Los yacimientos de bórax en Río Grande, mármol en Vinto “K”, plata y plomo en San Cristóbal, cloruro de sodio en toda la superficie de gran salar del Tunupa - Lípez,  yacimientos de azufre en Llica, San Pedro de Quemes y San Pablo de Lípez, que por sus volúmenes de reserva existentes, se constituye en recursos económicos en un mediano plazo para la mancomunidad, el departamento de Potosí y Bolivia.
Salar de Uyuni (antiguamente conocido como el Lago de Sal de los Lípez)  constituye el desierto de sal continuo más extenso del planeta, se encuentra a una altura media de 3665 m s. n. m. y presenta un grosor máximo de la capa de sal sólida de pocos metros, flotando sobre una salmuera con profundidades de más de 120 m La salmuera salina que forma el Salar se compone básicamente de sales de litio, boro, potasio, carbonatos (bórax) y sulfatos de sodio.
En la explotación de los no metálicos, según datos de la prefectura, se tiene alrededor de 13 empresas registradas las mismas han contribuido por concepto de Impuesto Complementario Minero (ICM) Bs. 1.237.374 en la gestión 2004.
La actividad de explotación de recursos como el yeso, cal en la mancomunidad es de tipo familiar, también se tiene Azufre que está siendo explotado por la cooperativa Minera Agrícola “Unión Progreso Ltda.” asentada en el municipio de Llica, la empresa minera Tierra S.A. explota el bórax y lo industrializa en ácido bórico; la planta de procesamiento está ubicado en Apacheta perteneciente al municipio de San Pablo de Lípez, Finalmente las empresas METALIC, SOCOMIR, COPLA LTDA, de igual forma explotan los no metálicos mediante concesiones particulares en la región de Río Grande.

### Los no metálicos de los Lípez
El Salar de los Lípez (Uyuni) es el resultado de la desaparición del lago “MINCHIIN”, que abarcaba la cuenca del Coipaza, Salar de Uyuni, Gran Lípez, y la cuenca Pucamayu, estas cuencas tienen una profundidad aproximada de 100 metros. Los depósitos que se encuentran en esta cuenca tiene dos fases: a) arrecifes tipo calcáreos, como traventinos y caliches, b) son sedimentos arcillosos y arenosos calcáreos, según estudios de SERGEOMIN, se define como un lago subterráneo de salmuera, contenido dentro de una costra marina evaporítica, cristalina de cloruro de sodio porosa.
La potencialidad de esta costra salina es de valioso interés para la región, el departamento y el país, constituyéndose en la mayor reserva a nivel mundial de litio existente, cuyas reservas son incalculables, por lo tanto, son un potencial energético que Bolivia no aprovecha. Según la Lithco no existe en todo el continente, un yacimiento similar al que tenemos en la mancomunidad de los Lípez. La misma Lithco ha comprobado que ni siquiera con el Salar del Hombre Muerto (Argentina), en el que está trabajando actualmente, ha podido encontrar el potencial que tenemos en el Departamento (CLAROS. J, 2003).
Las materias primas existentes en el salar,  son de enorme interés para los municipios que conforman la mancomunidad de los Lípez,  a fin de mejorar sus ingresos propios por concepto de regalías. Asimismo, es prioridad de la mancomunidad crear las condiciones básicas para el aprovechamiento de este recurso (electrificación, caminos), elementos básicos para que los inversionistas privados se desarrollen.
La ulexita (NaCaB5O9 8H2O) y la trona (Na2CO3.NaHCO3 .2H2O), son recursos no renovables importantes para el desarrollo de los Lípez y la industria.
La mayor cantidad de materia prima de Ulexita corresponde al cantón de Río Grande (Municipio Colcha “K”), presentando según análisis un contenido de B2O3 del 25,97% y aumentando hasta un 37,2% de B2O3 varía según el origen de dicha materia prima alcanzando una concentración de 76.58% de Na2CO3 en materia prima procedente de Cachi-laguna y 81.04% de Na2CO3 en materia prima procedente de Collpa-laguna (Sud Lípez - Quetena), tomándose dichos valores, entre los cuales puede fluctuar el porcentaje de Na2CO3.  En cuanto al producto final, tanto en el Bórax como en el Carbonato de Sodio decahidratado, el rendimiento de extracción alcanzó un 90% (variando entre 89-91%), y la pureza en ambos casos alcanzó al 99%.  
Sobre la base de estos resultados, se puede concluir que el producto obtenido, reúne las condiciones necesarias de calidad que exige el mercado internacional para estos productos, y considerando las grandes reservas de Na2CO3 y B2O3 con las que cuenta la mancomunidad de los Lípez y el departamento de Potosí, se puede garantizar una explotación que reporte enormes beneficios socioeconómicos para sus habitantes de la región y el departamento mediante las exportaciones.

## Municipios
Los municipios que forman parte de la mancomunidad son:
- Colcha K
- Llica
- Mojinete
- San Agustín
- San Antonio de Esmoruco
- San Pablo de Lípez
- San Pedro de Quemes
- Tahua

A veces se incluyen dentro de la definición de la región de los Lípez también a los municipios de Uyuni, Porco y Tomave, pertenecientes a la provincia de Quijarro.

## Presidentes de la Mancomunidad
- Valerio Flores
- Octavio Choquevilca Mamani
- Omar Veliz Ramos
- Flaviano Sánchez Nina
- Daniel Berna Esquivel
- Juan Huanca Mamani

### Gerentes
- Félix Gutiérrez Gómez
- Juan Pablo Álvarez Orías
- Javier Cornejo
- Nimian Lucas
- Icler Soto